# Donald Tusk
Donald Franciszek Tusk (* 22. dubna 1957 Gdaňsk) je polský politik kašubské národnosti, od prosince 2023 předseda vlády Polska. Představuje nejdéle sloužícího premiéra třetí republiky, když první a druhý kabinet vedl již v období 2007 až 2014. Mezi roky 2014 až 2019 byl předsedou Evropské rady. V červenci 2021 se podruhé stal předsedou Občanské platformy, v jejímž čele stál již mezi lety 2003 až 2014.

## Životopis

### Rodina
Tusk se narodil v Gdaňsku v katolické rodině, která patřila k národnostní menšině Kašubů. Otec Donald Tusk (1930–1972) byl truhlář a matka Ewa Tusková (rozená Dawidowská, 1934–2009) pracovala jako zdravotní sestra. Jeho dědeček Józef Tusk (1907–1987) byl námořník, železniční úředník a houslař. 19. března 1940 byl uvězněn v koncentračním táboře Neuengamme u Hamburku. V srpnu 1942 byl propuštěn a 2. srpna 1944 jako občan Třetí říše povolán do Wehrmachtu. Nejdříve byl nasazen v Kuronsku a později budoval zákopy v Dánsku. Z německé armády dezertoval až v březnu 1945. Minulost Józefa Tuska byla negativně použita proti Donaldu Tuskovi při prezidentské kampani v roce 2005. Dědeček z matčiny strany Franciszek Dawidowski zase pracoval při budování Hitlerova Vlčího doupěte, kde utrpěl zranění, při kterém přišel o oko.

### Dětství a studia
Jméno Donald získal po otci a ten tak byl pojmenován podle přítele své matky, kterého poznala ve Skotsku. V rozhovoru pro izraelský deník Haarec popsal postavení kašubské menšiny jako skupiny obyvatel, která byla neustále v podezření jak u nacistů, tak u komunistů z neloajality. Sám se však o svých kašubských kořenech dozvěděl až během studií historie. Dům rodičů stál v těsné blízkosti gdaňských loděnic. Mohl tak sledovat, jak státní moc zasahuje proti loděnickým dělníkům. V roce 1976 maturoval na gdaňské střední škole Mikuláše Koperníka. Během studií se v roce 1978 oženil s Małgorzatou Sochackou. Roku 1980 ukončil studium historie na gdaňské univerzitě po obhajobě diplomové práce na téma Józef Piłsudski. Na univerzitě pomáhal zakládat studentský výbor Solidarity a později místní nezávislé sdružení studentů. Začal pracovat jako novinář, spolupracoval s nezávislými odbory a s kašubským aktivistou, spisovatelem a novinářem Lechem Bądkowskim (1920–1984). Tusk měl zakázáno být zaměstnán ve státních firmách. Do novin pak přispíval pod pseudonymem Anna Barycz. Napsal první kašubský slovník pro děti a také několik knih o historii Gdaňsku. S přáteli založil firmu Swietlik na natírání továrních komínů, kde pracoval 7 let.

### Vstup do politiky
Spoluzakládal středově konzervativní, liberálně katolickou politickou stranu Liberálně demokratický kongres (Kongres Liberalno-Demokratyczny), která měla kořeny v polské Solidaritě. V roce 1990 se stal předsedou této strany. Prosazoval tržní hospodářství, decentralizaci a evropskou integraci. Se sloganem Ani vlevo, ani vpravo - pouze rovnou do Evropy získala jeho strana 8 % hlasů ve volbách v roce 1991 a Tusk usedl v polském Sejmu. Při volbách v roce 1993 se strana nedostala do Sejmu. V březnu 1994 se sloučila s Demokratickou unií (Unia Demokratyczna) v Unii Svobody (Unia Wolności). Tusk se stal místopředsedou strany a při volbách v roce 1997 byl opět zvolen do Sejmu, kde působil jako náměstek předsedy senátu. V roce 2001 se Unie Svobody sloučila se stranou Akcja Wyborcza Solidarność pod novým názvem Občanská platforma. Po volbách ve stejném roce se stala největší opoziční silou a Tusk byl zvolen místopředsedou Sejmu a v roce 2003 i předsedou strany. V roce 2005 kandidoval v prezidentských volbách, ve kterých nakonec zvítězil Lech Kaczyński ze strany Právo a spravedlnost (Prawo i Sprawiedliwość).

### Premiér v letech 2007–2014
V roce 2007 Občanská platforma zvítězila ve volbách a prezident Lech Kaczyński pověřil Tuska sestavením vlády. Ten se v listopadu stal 14. premiérem třetí Polské republiky. Vítězství strana zopakovala i při parlamentních volbách roku 2011. V roce 2014 byl nejdéle sloužícím polským premiérem od roku 1989. V květnu 2010 byl v Cáchách oceněn Cenou Karla Velikého.

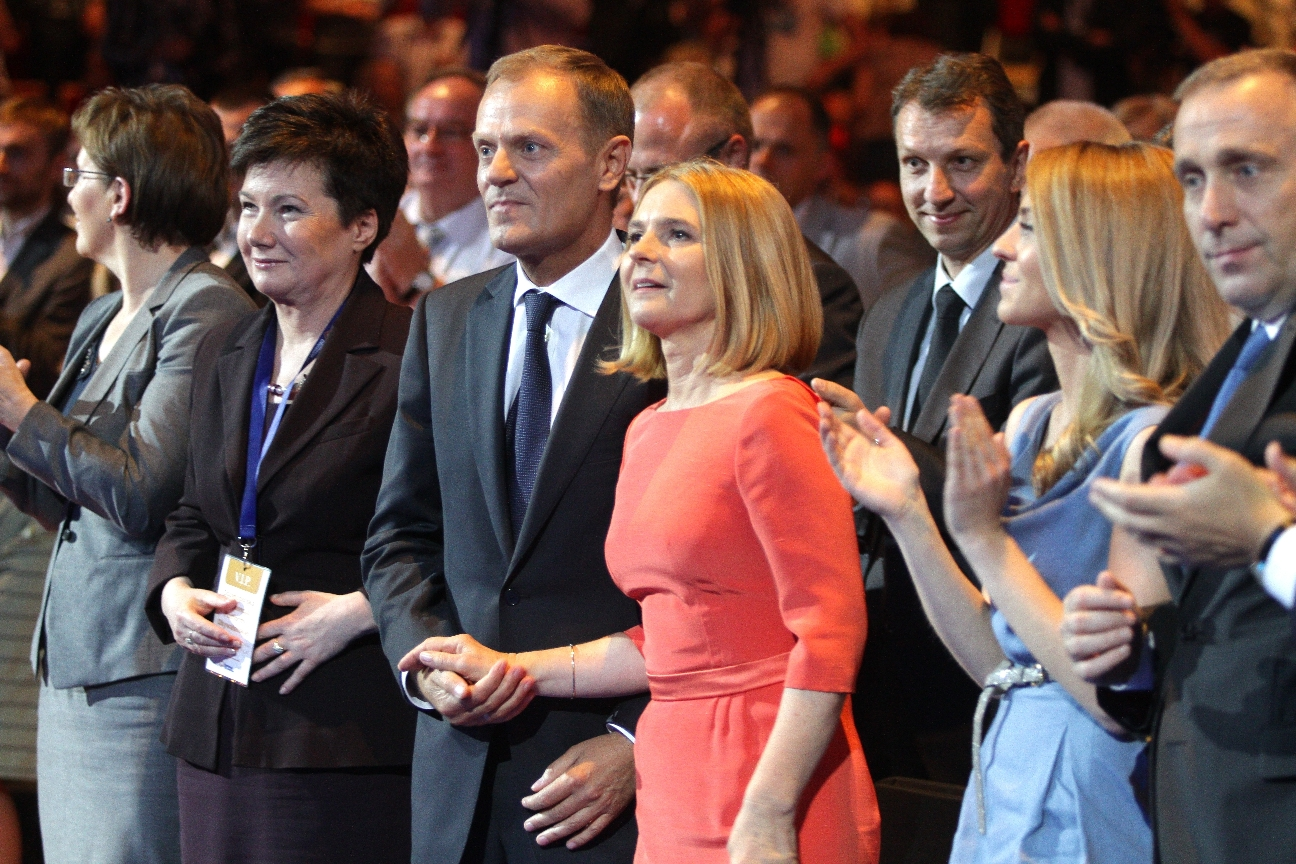
Donald Tusk po boku manželky Małgorzaty Tuskové

### Předseda Evropské rady
Na summitu Evropské unie (EU) 30. srpna 2014 byl Donald Tusk jmenován předsedou Evropské rady. 9. září 2014 podal i s celou tehdejší polskou vládou demisi. Od 1. prosince 2014 se tak po Hermanu Van Rompuy stal novým tzv. evropským prezidentem. V březnu 2017 byl v této funkci Evropskou radou na dalšího 2,5 roku přes odpor vlády Beaty Szydłové potvrzen.
V listopadu 2017 přirovnal Tusk Polsko pod vládou strany Právo a spravedlnost (PiS) k „putinovskému Rusku“. Polská premiérka Beata Szydłová na to reagovala slovy: „Donald Tusk jako předseda Evropské rady pro Polsko nic neudělal. Dnes zneužívá svůj post k útoku na polskou vládu, čímž útočí na Polsko.”
Na zasedání Evropské rady v Bruselu dne 14. prosince 2017 vzbudil Tusk pozornost svým nekonformním postojem k otázce uprchlických kvót. Prohlásil, že politika kvót, kterou prosazuje Evropská komise zvláště vůči zemím Visegrádu, je neúčinná a rozděluje Evropskou unii. Za toto vyjádření byl Tusk některými evropskými politiky tvrdě kritizován.

### Předseda Občanské platformy
Od roku 2021 předsedá opoziční straně Občanská platforma.
V červnu 2023 strana v čele s Tuskem zorganizovala protivládní demonstraci v souvislosti s protiruským zákonem, který by dle kritiků polské vládě umožňoval umlčovat představitele polské opozice. Demonstrace se účastnilo přibližně 300 tisíc lidí, čímž se stala největší od pádu komunistického režimu v roce 1989. Sám Tusk uvedl, že je za svobodné Polsko ochoten "položit život".

## Třetí vláda Donalda Tuska
Poslanci Sejmu 12. prosince 2023 vyslovili důvěru vláda Donalda Tuska, kterou podpořila koalice tvořená Občanskou koalicí, Třetí cestou a Novou levicí poměrem 248 poslanců ze 449 hlasujících. Následně 13. prosince ministři nové vlády složili přísahu do rukou polského prezidenta Andrzeje Dudy.

## Osobní život
V roce 1978 se Donald Tusk oženil s Małgorzatou Sochackou. Manželé mají bydliště v Sopotech. Tuskova manželka vystudovala také historii. Syn Michał (* 1982) pracoval v deníku Gazeta Wyborcza, později na gdaňském letišti v marketingovém oddělení. Dcera Katarzyna (* 1987) působí v zábavních pořadech televize Polsat. Mezi Tuskovy koníčky patří fotbal.

## Vyznamenání
- velkokříž Řádu peruánského slunce – Peru, 2008[13][14]
- velkokříž Norského královského řádu za zásluhy – Norsko, 2012[15]
- Prezidentský řád znamenitosti – Gruzie, 2013[16]
- Řád kříže země Panny Marie I. třídy – Estonsko, 14. března 2014[17]
- Řád knížete Jaroslava Moudrého I. třídy – Ukrajina, 11. května 2019 – za výrazný osobní přínos k posílení mezinárodní jednoty a solidarity s Ukrajinou na podporu nezávislosti a územní celistvosti, za prohlubování vztahů mezi Ukrajinou a Evropskou unií[18][19]